# Order Wiernej Służby
Order Wiernej Służby, od 2000 Order Narodowy Wiernej Służby (rum. Ordinul „Serviciul Credincios”, Ordinul Național „Serviciul Credincios”) – order rumuński ustanowiony w 1932 przez króla Karola II, zniesiony w 1948 i restytuowany w 2000.

## Historia
Początki orderu sięgają ustanowienia Medalu Wiernej Służby w kwietniu 1878, do którego jako stopień wyższy w 1906 dodano Krzyż Wiernej Służby. 28 kwietnia 1932 nowa ustawa orderowo-odznaczeniowa ustaliła trzyklasowy Order Wiernej Służby z podziałem na trzy klasy: Krzyż Wielki (Mare Cruce), Wielki Oficer (Mare Ofițer) i Komandor (Komandor), oraz limitem do 225 osób we wszystkich klasach). 18 lutego 1937 dodano jako klasę najwyższą orderu Łańcuch (Colan) ograniczony do ośmiu osób i jako klasę najniższą Oficera (Ofițer) nadawanego maksymalnie 300 osobom, wraz z trzystopniowym rozszerzeniem krzyża (maksymalnie 15 000 odznaczonych) i trójstopniowym medalem, którego pierwsze dwa stopnie ograniczono do 9000 nadań. 
W grudniu 1938 dodano odmianę wojenną do wszystkich klas i stopni. Przejęcie dyktatorskiej władzy przez Ion Antonescu w 1940 ograniczyło nadania w trakcie wojny 1941–1945 z sowietami tylko do krzyża i medalu. Powojenne rumuńskie władze komunistyczne, po wygnaniu monarchy w 1947, zniosły wszystkie dotychczasowe odznaczenia nową konstytucją Rumuńskiej Republiki Ludowej z 13 kwietnia 1948.
Przywrócony został nową ustawą orderowo-odznaczeniową z  31 marca 2000 (opublikowaną 7 kwietnia 2000). Obecnie nadawany jest na podstawie statutu z 29 czerwca 2000. Może być przyznany w trzech wersjach: cywilnej, wojskowej (z mieczami pomiędzy odznaką i zawieszką) i wojennej (z mieczami podłożonymi pod odznaką, ze wstęgą ze złoconymi brzegami). Prezydent Rumunii jest z urzędu Wielkim Mistrzem Orderu odznaczonym Krzyżem Wielkim specjalnego wykonania. Święto orderu obchodzone jest 28 kwietnia – dzień ustanowienia orderu po raz pierwszy. Jest drugim najwyższym odznaczeniem rumuńskim nadawanym w czasie pokoju (po Orderze Gwiazdy, a przed Orderem Zasługi) i trzecim w czasie wojny (wówczas najwyższym jest Order Michała Walecznego).
Podział na klasy i limity dla obywateli Rumunii:
- I klasa – Krzyż Wielki (Mare Cruce) – 120 cywilów, 30 wojskowych,
- II klasa – Wielki Oficer (Mare Ofițer) – 240 cywilów, 60 wojskowych,
- III klasa – Komandor (Comandor) – 480 cywilów, 120 wojskowych,
- IV klasa – Oficer (Ofițer) – 1 200 cywilów, 300 wojskowych,
- V klasa – Kawaler (Cavaler) – 2 400 cywilów, 600 wojskowych,

oraz połączone z orderem:
- trzystopniowy Krzyż Wiernej Służby (Crucea Națională "Serviciul Credincios") – 8 400 osób,
- trzystopniowy Medal Wiernej Służby (Medalia Națională "Serviciul Credincios") – 5 400 osób (dla dwóch wyższych stopni)[7].

## Wygląd odznaczenia
Obecnie odznaka orderowa to emaliowany na niebiesko krzyż Ruperta z laurowym wieńcem pomiędzy ramionami. Środkowy medalion na połączeniu ramion zawiera herb Rumunii na awersie, a na rewersie inskrypcję z nazwą orderu SERVICIUL CREDINCIOS (WIERNA SŁUŻBA) otoczoną wieńcem dębowym. Zawieszką jest kolejny wieniec z liści dębu. Wersja wojskowa posiada pomiędzy zawieszką a odznaką dodatkowe dwa skrzyżowane miecze z ostrzami skierowanymi w górę, a wersja wojenna ma miecze ułożone pomiędzy ramionami krzyża. Wieńce, medaliony i miecze są pozłacane dla klas I–IV, a dla klasy V – srebrne.
Gwiazda orderowa – tylko dla posiadaczy I i II klasy – ma wygląd rombu ułożonego ze złotych (dla kl. I) lub srebrnych (dla kl. II) promieni, z odznaką orderu umieszczoną wewnątrz.
Wstęga orderowa (lub wstążka dla niższych klas i stopni) jest niebieska, z szerokim białym paskiem pośrodku dla orderu; z białym paskiem wzdłuż środka i białymi paskami wzdłuż krawędzi dla krzyża; wąskim białym paskiem wzdłuż środka i wąskimi białymi paskami wzdłuż krawędzi dla medalu. Na wstążce orderu IV klasy (szer. 40 mm), dla odróżnienia od V klasy, umieszcza się rozetkę o średn. 25 mm. Klasę II i III nosi się na szyi (komandoria, szer. 45 mm), a klasę I na wielkiej wstędze (przez ramię do boku, szer. 100 mm).
Dla kobiet wyróżnionych I i II klasą insygnia są takie same jak dla mężczyzn, dla odznaczonych IV, V klasą oraz krzyżem – pozioma kokardka ze wstążki (dług. 120 mm), a przy medalu nieco krótsza kokardka (dług. 100 mm.).
Krzyż ma wygląd orderu V klasy ale jest nieemaliowany i wykonany z pozłacanego srebra, srebra lub brązowionego tombaku, w zależności od stopnia. Wersja wojskowa ma miecze u szczytu krzyża, a wersja wojenna pomiędzy ramionami.
Medal jest okrągły, z Herbem Rumunii na awersie i inskrypcją SERVICIUL CREDINCIOS na rewersie. Wykonany jest z pozłacanego srebra, posrebrzanego tombaku lub brązowionego tombaku, w zależności od stopnia. Wersja wojskowa i wojenna mają miecze u szczytu medali, różnią się jedynie wstążką (wojenna ma złote brzegi).
Cywilną miniaturą jest, w zależności og klasy lub stopnia: 
- I kl. – rozetka (∅ 8 mm) na złotym galoniku (16 × 6 mm),
- II kl. – rozetka (∅ 8 mm) na srebrnym galoniku (16 × 6 mm),
- III kl. – rozetka (∅ 8 mm) na prostokącie ze wstążki (16 × 6 mm),
- IV kl. – rozetka (∅ 10 mm),
- V kl. – prostokąt ze wstążki (16 × 6 mm),
- krzyż – trójkąt równoboczny w kolorach wstążki (o boku 16 mm) – jeden wzór dla wszystkich stopni,
- medal – trójkąt równoboczny w kolorach wstążki (o boku 16 mm) – jeden wzór dla wszystkich stopni.

Wojskową miniaturą jest baretka w kolorach odpowiednich dla danej klasy lub stopnia:
- dla orderu – o wym. 24 × 10 mm (I, II, III kl.) lub 20 × 10 mm (IV i V kl.),
- dla krzyża – o wym. 18 × 10 mm (jeden wzór dla wszystkich stopni),
- dla medalu – o wym. 18 × 10 mm (jeden wzór dla wszystkich stopni).

Na baretkach wyższych stopni orderu umieszcza się dodatkowe akcesoria:
- I kl. – srebrna ośmiopromienna gwiazdka (∅ 8 mm),
- II kl. – srebrny romb (7 × 5 mm),
- III kl. – srebrny dysk (∅ 5 mm),
- IV kl. – rozetka (∅ 10 mm).

Wersja wojenna baretki ma dodatkowe złote krawędzie oraz:
- dla orderu – miecze srebrne (wg tekstu ustawy; na jej załączniku z wzorem graficznym miecze są złote)
- dla krzyża i medalu – miecze złote.

Miecze mają długość 15 mm; są umieszczane bezpośrednio na baretce pod akcesoriami (jeśli takie są).
| Klasy     | Nazwa polska  | Nazwa rumuńska | Baretka wojskowa | Baretka wojenna |
| I klasa   | Krzyż Wielki  | Mare Cruce     |                  |                 |
| II klasa  | Wielki Oficer | Mare Ofițer    |                  |                 |
| III klasa | Komandor      | Comandor       |                  |                 |
| IV klasa  | Oficer        | Ofițer         |                  |                 |
| V klasa   | Kawaler       | Cavaler        |                  |                 |
|           | Krzyż         | Crucea         |                  |                 |
|           | Medal         | Medalia        |                  |                 |